# Чжао Дунь
Чжао Дунь (спрощ.: 赵惇; кит. трад.: 趙惇; піньїнь: Zhào Dūn), храмове ім'я Гуанцзун (кит.: 光宗; піньїнь: Guāngzōng; 30 вересня 1147 —17 вересня 1200) — дванадцятий імператор династії Сун.
Він був третім сином свого попередника імператора Сяоцзуна. Його мати була першою дружиною імператора Сяоцзуна, леді Го (1126–1156), яка посмертно удостоєна честі імператриці Ченгму.
Його правління було відносно мирним, але його відсутність синівського благочестя зрештою змусило чиновників замінити його своїм сином імператором Нінчонгом.

## Життєпис
Походив з імператорського роду Чжао. Був сином імператора Чжао Шеня. 1150 року став князем Гун. 1171 року був оголошений спадкоємцем трону. Після зречення батька 1189 року став імператором.
Від самого початку свого правління поринув у палацові інтриги (самого імператора вважали слабкодухим та нерозумним). При цьому від дослухався до наклепів щодо військовиків, яким не мав довіри. За його правління вплив мали імператриця Лі та євнухи. Водночас імператор цілковито відмовився від будь-якої зовнішньої політики. Він приділяв більшість часу розвагам (зокрема театральним виставам), пияцтву та жінкам. У той період зросла корупція, що негативно вплинуло на військову й економічну міць імперії.
1194 року його батько помер, але Гуанцзун вирішив не дотримуватись жалоби, що суперечило конфуціанським нормам. Це спричинило значне невдоволення серед представників роду Чжао, які зрештою змусили імператора зректись трону. Владу отримав його син Чжао Ко.
Про подальше життя Чжао Дуня відомо мало. Він мешкав, усіма покинутий, і помер 17 вересня 1200 року у Шаосіні (сучасна територія провінції Чжецзян).

Раннє життя:
У дитинстві Гуанцзун потерпав від біполярного або важкого неврозу. Незважаючи на це, Гуанчжоу, як повідомляється, був прихильником батька, хоча його батько продовжував затримувати правонаступництво. У 1194 р. Був переведений з правителя Чжоу в Фу.
Імператор Сяоцзун зрікся престолу на користь імператора Гуанцуна в 1194 році, який імператор Гуанцуна пізніше назвав своє коронуванням, як коронування короля, а потім імператор Гуанзунг, як "подвійне святкування", яке дало місто Чунцін своє сьогоднішнє ім'я на честь Гуанчжоу.

Правління:
Після спадкоємства імператора Гуанзунга в 1189 році фактично було висловлено припущення, що імператриця Ува буде діяти як його регент через його поганий стан здоров'я. Однак під час свого правління це була дружина Гуанцзун, яка фактично керувала Імперією Сун.
Гуанцзун постійно супроводжував батька в гастролях і бенкетах. Але це змінилося внаслідок величезного впливу його дружини імператриці Лі Фенньян, яка стала відомою в китайській історії, будучи безжалісною та хитрою, та яка управляла державою через свого чоловіка, який був відомим як "підкаблучник" та "слабак", над яким домінувала його дружина. Врешті-решт, Гуанцзун придумав виправдання, щоб уникнути свого батька. 
Згідно з Сюй Вей, в царюванні імператора Гуанцзуна почався стиль театру Nanxi. Гуанзун вислухав деяких підступних чиновників і звільнив популярного воєначальника Сінь Цзі. Крім того, Гуанзун почав зловживати алкоголем в середні роки, що погіршило його психічний стан.
Коли пенсіонер імператора Сяоцзун захворів, Гуанцзун відмовився відвідувати його, чим дуже засмутив Сяоцзуна і тим більше, погіршуючи хворобу Сяоцзуна.
Він був змушений віддати свій трон Чжао Куо, його єдиному синові і дитині в 1194 році при його посадовцях і його бабусі, вдовствуючої імператриці Ву під приводом, що він був "занадто хворим" для виконання траурних обрядів.
Насправді, вони змусили його відректися, оскільки він відмовився від участі в похоронному процесії його батька, імператора Сяоцзуна через вплив його дружини імператриці Лі Фенньяна,і тому що він відмовився носити жалобний одяг, змушуючи чиновників розгніватися на його відсутність синівської побожності.
Він помер у 1200 році біля Шаосин, Чжецзян, можливо, від меланхолії, коли він був психічно хворим, або він просто захворів і помер.

## Девіз правління
- Шаосі (紹熙) 1190—1194